# Toson Hu
Toson Hu är en sjö i Kina. Den ligger i provinsen Qinghai, i den nordvästra delen av landet, omkring 440 kilometer väster om provinshuvudstaden Xining. Toson Hu ligger 2 805 meter över havet. Arean är 144 kvadratkilometer. Den sträcker sig 15,8 kilometer i nord-sydlig riktning, och 17,0 kilometer i öst-västlig riktning.
Genomsnittlig årsnederbörd är 1 354 millimeter. Den regnigaste månaden är juli, med i genomsnitt 377 mm nederbörd, och den torraste är december, med 1 mm nederbörd.